# ديفيد إيكلس
ديفيد إيكلس (بالإنجليزية: David Eccles)‏ هو شخصية أعمال أمريكي، ولد في 12 مايو 1849 في بيزلي في المملكة المتحدة، وتوفي في 6 ديسمبر 1912 في سولت ليك في الولايات المتحدة.